# Torzym
Torzym (in tedesco Sternberg in der Neumark) è un comune urbano-rurale polacco del distretto di Sulęcin, nel voivodato di Lubusz.
Ricopre una superficie di 374,87 km² e nel 2004 contava 6 798 abitanti.